# 프레비시 보고
프레비시 보고(Prebisch report)는 제5차 유엔무역개발회의(ＵＮＣＴＡＤ)에서 당시 사무총장이었던 라울 프레비시가 '개발을 위한 새로운 무역정책을 위하여'라는 제하로 제출한 보고서이다. 이 보고서는 '원조보다는 무역'이라는 저개발국의 입장에서 저개발국의 경제개발촉진에 필요한 새로운 무역정책 및 융자정책의 채용을 제안하고, 이를 위한 구체안을 많이 제시했다. 그러나 무엇보다도 이 보고서가 높이 평가되는 것은 전후 국제경제질서를 이루고 있는 ＧＡＴＴ(관세 및 무역에 관한 일반협정), ＩＭF(국제통화기금)체제를 거부하고 지난날의 식민지 지배를 보상하는 일방적인 특혜방식의 무역원칙을 제기한 데 있다. 곧 기존의 자유롭고 무차별적인 무역원칙하에서는 국제무역이 선진국에서 유리하고, 저개발국에서 불리하게 진전된다고 주장하며 종래의 무역체제의 변혁을 주장했다. 또한 선진국이 저개발국에 대해 대상(代償)을 요구함이 없이 일방적으로 특혜를 주는 원칙을 제시하고, 이 원칙을 따라 저개발국의 수출을 증대시키도록 하자고 역설하였다. 이 보고서에 따라 저개발국은 UNCTAＤ에서 저개발국이 자국산품의 무역확대로 외화수입을 증대시킴으로써 개발계획에 필요한 자본을 획득하기 위한 여러 가지 조치를 선진 국가에 요구했다.